# Нізамабат
Нізамаба́т (каз. Низамабад) — село у складі Сайрамського району Туркестанської області Казахстану. Входить до складу Карамуртського сільського округу.
У радянські часи село називалось Нізамабад.
Населення — 2601 особа (2021; 2156 у 2009, 1431 у 1999, 1017 у 1989).
26 березня 2015 року до села було приєднано територію площею 5,96 км².